# Fröccs
Le fröccs ([ˈfɾøtʃː]) est une boisson alcoolisée hongroise. Mélange de vin (ou parfois de jus de fruit) et d'eau gazeuse injectée sous pression, il porte différents noms selon les proportions de ses ingrédients. Le fröccs est proche du Gemischt, Weinschorle ou Sauergespritzter allemands. Le terme fröccs renvoie au bruit du jet d'eau gazeuse dans le jus de fruit. Il signifie « éclabousser » en hongrois.
Le fröccs était particulièrement apprécié de l'écrivain hongrois Gyula Krúdy, qui a donné son nom à la version la plus alcoolisée du fröccs, le Krudy fröccs.